# Labyrinthitis
Labyrinthitis (stilizzato in maiuscolo) è il tredicesimo album in studio della band indie rock canadese Destroyer, pubblicato il 25 marzo 2022 da Merge Records e Bella Union.
Labyrinthitis è stato creato dal frontman Dan Bejar con il collaboratore e produttore di lunga data John Collins e la band dei Destroyer. L'album è stato scritto principalmente nel 2020 e registrato nell'inverno/primavera 2021. Bejar ha lavorato a distanza dalla sua casa di Vancouver e Collins sull'isola di Galiano, con i due che si scambiavano idee dalle rispettive posizioni.
L'album è stato annunciato l'11 gennaio 2022 e Tintoretto, It's for You è stato pubblicato come primo singolo con un video musicale di accompagnamento diretto da David Galloway. Eat the Wine, Drink the Bread è stato pubblicato come secondo singolo dell'album il 14 febbraio 2022 . June è stato pubblicato come terzo singolo dell'album il 9 marzo 2022, accompagnato da un video musicale co-diretto da Galloway e Bejar.
Fred Thomas, nella sua recensione per AllMusic, ha definito l'album "un altro entusiasmante passo avanti nell'evoluzione senza fine di Destroyer, offrendo una piacevole confusione e scelte inaspettate insieme al tipo di scrittura fratturata ma magica di cui solo Bejar è capace". In una recensione per Pitchfork, Andy Cush ha elogiato la complessità dell'album.

## Tracce
1. It's in Your Heart Now – 6:09
2. Suffer – 3:29
3. June – 6:33
4. All My Pretty Dresses – 4:40
5. Tintoretto, It's for You – 3:05
6. Labyrinthitis – 3:19
7. Eat the Wine, Drink the Bread – 3:37
8. It Takes a Thief – 2:41
9. The States – 6:55
10. The Last Song – 2:34